# Micoză
Micozele sunt boli infecțioase ale omului, animalelor și plantelor produse de microorganisme din regnul Fungi (ciuperci microscopice).

## Etiologie
Agentul cauzal face parte din categoria miceților, terapia și diagnosticul bolii fiind de obicei dificile. In medicină au fost subîmpărțiți în:
- Dermatophyte (care produc în general bolile de piele)
- Sporophyte
- Mucegaiuri

## Patogeneza bolii
Ciuperca microscopică patogenă care poate fi și sub formă de spori pătrunde printr-o așa numită „poartă de intrare” în organism, care poate fi pe cale aerogenă, digestivă sau prin piele. Aici începe să se înmulțească producând simptomele bolii care în general nu sunt specifice unei infecții micotice.